# .bh
.bh is het achtervoegsel van domeinnamen in Bahrein. .bh-domeinnamen worden uitgegeven door BATELCO, dat verantwoordelijk is voor het topleveldomein 'bh'.

## Second level domains
Er zijn acht voorgedefinieerde domeinen op het tweede niveau:
- com.bh: Commerciële instellingen
- info.bh: Informationale sites
- cc.bh
- edu.bh: Onderwijsinstellingen
- biz.bh: Bedrijven
- net.bh: Netwerkbeheerders zoals internet service providers en telefoniebedrijven
- org.bh: Niet-commerciële instellingen
- gov.bh: Overheid en overheidsinstellingen